# David Shulkin
David Jonathon Shulkin (* 22. června 1959 Highland Park, Illinois) je americký lékař a vládní úředník.
V letech 2017–2018 působil ve vládě Donalda Trumpa jako ministr pro záležitosti veteránů. Byl prvním nevojákem, který vedl tento úřad a senát jeho nominaci jako jediného v Trumpově administrativě odsouhlasil jednomyslně. Úřad byl nucen opustit v rámci změn na ministerských postech zahrnujících odchod ministra zahraničí Rexa Tillersona, ředitele CIA Mike Pompea a poradce pro národní bezpečnost H. R. McMastera.
Shulkin je ženat a má dvě děti. Původem je Žid.